# Épineuil
Épineuil – miejscowość i gmina we Francji, w regionie Burgundia-Franche-Comté, w departamencie Yonne.
Według danych na rok 1990 gminę zamieszkiwało 597 osób, a gęstość zaludnienia wynosiła 96 osób/km² (wśród 2044 gmin Burgundii Épineuil plasuje się na 392. miejscu pod względem liczby ludności, natomiast pod względem powierzchni na miejscu 1163.).